# Stary Modlin
Modlin Stary – część miasta Nowego Dworu Mazowieckiego, w województwie mazowieckim, w powiecie nowodworskim. Leży na Modlinie, czyli północno-zachodniej części Nowego Dworu, rozpościerającej się na prawym brzegu Narwi i Wisły. Do 1961 samodzielna miejscowość.
W latach 1867–1952 wieś w gminie Pomiechowo w powiecie warszawskim; 20 października 1933 utworzono gromadę Modlin Stary w granicach gminy Pomiechowo, składającą się z wsi Modlin Stary i wsi Głasica.
W związku z utworzeniem powiatu nowodworskiego 1 lipca 1952, gminę Pomiechowo zniesiono, a gromadę Modlin Stary włączono do nowo utworzonej gminy Modlin.
W związku z reorganizacją administracji wiejskiej jesienią 1954 gromada Modlin Stary weszła w skład nowo utworzonej gromady Modlin Stary, składającej się Modlina Starego, Bronisławki i Modlina.
31 grudnia 1961 z gromady Modlin Stary wyłączono z miejscowości Modlin Stary, Modlin-Lotnisko i Modlin-Twierdza i włączono je Nowego Dworu Mazowieckiego, a pozostały obszar gromady Modlin Stary przekształcono w gromadę Nowy Modlin.